# Relaciones Honduras-India
Las relaciones Honduras-India son las relaciones internacionales entre Honduras e India. Honduras tiene una embajada en Nueva Delhi. El embajador de la India en la Ciudad de Guatemala está acreditado simultáneamente en Honduras y mantiene un cónsul general honorario en Tegucigalpa. 

## Historia
El ministro de Defensa de Honduras, Aristides Mejía Carranza, visitó la India en abril de 2008 y mantuvo reuniones con funcionarios del Exim Bank y compañías indias que ejecutan proyectos en Honduras. El Viceministro de Relaciones Exteriores, Eduardo Enrique García Reina, visitó el país en junio de 2008 para participar en la segunda reunión de Ministros de Relaciones Exteriores entre India y SICA en Nueva Delhi. Durante la reunión, Honduras e India firmaron un memorando de entendimiento acordando celebrar Consultas de Relaciones Exteriores regulares. La primera de estas consultas tuvo lugar en Honduras el 27 de abril de 2015. El Secretario Especial (AMS & CPV) en el Ministerio de Relaciones Exteriores R. Swaminathan encabezó la delegación india en la Consulta.
En marzo de 2011, el Gobierno de Honduras anunció que cerrará sus embajadas en 5 países sudamericanos y utilizará los recursos para abrir oficinas comerciales en la India, Singapur, China y Canadá. El ministro hondureño de Agricultura, Jacobo Regalado, visitó India en enero de 2013, y el viceministro de Defensa Carlos Roberto Fune asistió a Aero India en 2013 en Bangalore en febrero. El Ministro de Desarrollo Económico Alten Rivera Montes visitó la India en octubre de 2014 para asistir al VI Cónclave de Inversiones India-ALC.

## Comercio
El comercio bilateral entre Honduras e India totalizó US $ 170,96 millones en 2015-16, disminuyendo un 19,68% con respecto al año anterior. India exportó 155,05 millones de dólares de bienes a Honduras e importó 15,91 millones de dólares. Los principales productos exportados por la India a Honduras son los extractos de bronceado y teñido, los productos de caucho, el hierro y el acero, los productos farmacéuticos y el algodón. Los principales productos importados por la India desde Honduras son el hierro, el acero y los artículos de aluminio.
Una empresa mixta Indo-Canadiense abrió una fábrica de tejidos de hilo de seda en San Pedro Sula en 2006. Ha habido varias visitas de comercio, negocios, turismo y otras delegaciones entre los dos países.

## Relaciones culturales
Un grupo de baile de Bharatanatyam dirigido por Ananda Shankar Jayant se realizó en Honduras en septiembre de 2004. Esta fue la primera actuación de una compañía india en el país. El yoga es popular en Honduras, y hay varias escuelas de yoga en el país. 
La independencia de la India se celebró oficialmente en Honduras el 14 de agosto de 2007. Al acto asistieron el presidente Zelaya, Minisiters del Gabinete, varios otros altos funcionarios y el Alto Comisionado de la India a Honduras (residente en la Ciudad de Guatemala).
En diciembre de 2016, alrededor de 12 indios residen en Honduras, la mayoría de los cuales son monjas en misioneros cristianos.

## Ayuda externa
India donó ₹ 3.38 lakh (equivalente a ₹ 8.0 lakh o US $ 12.000 en 2016) de medicinas y suministros médicos en 1998 y $ 10.000 en medicinas después de una severa sequía en Honduras en octubre de 2005. El mes siguiente, la India donó 26 Bajaj de tres ruedas.
El Gobierno hondureño firmó un acuerdo con el Banco EXIM de la India en agosto de 2006 para aprovechar una línea de crédito de 30 millones de dólares. Honduras e India firmaron un memorando de entendimiento en enero de 2008 para establecer un centro de TI en Tegucigalpa con ayuda de la India. El Centro fue operado por NIIT entre 2008 y 2011, durante el cual se capacitó a más de 20,000 estudiantes. En 2011, NIIT transfirió el Centro a la Universidad Nacional Autónoma de Honduras en Tegucigalpa. En 2016, la India proporcionó donaciones de 84.000 dólares a la Universidad Nacional Autónoma de Honduras para adquirir nuevos equipos para el Centro.
India extendió una línea de crédito de $ 30 millones a Honduras en 2006. El Gobierno de Honduras utilizó los fondos para adquirir equipo de transporte, comunicaciones y médicos. India acordó proporcionar una línea de crédito de 26,5 millones de dólares en 2014 para el Proyecto de Riego del Valle del Río Jamastran. El acuerdo formal fue firmado en agosto de 2016. El proyecto fue realizado por la firma india Apollo International.
Los ciudadanos de Honduras son elegibles para becas bajo el Programa de Cooperación Técnica y Económica de la India. Las mujeres hondureñas iletradas de las zonas remotas y rurales de Los Hornos, Los Naranjos y La Mosquitia asistieron a un curso de electrificación rural solar de seis meses, patrocinado por el Gobierno de la India, en el Barefoot College de Tilonia, Rajasthan, en 2014. Después de completar el curso, Las mujeres regresaron a Honduras e instalaron 207 paneles solares en sus aldeas. Los paneles generan 85 vatios cada uno y suministran energía solar a 3.778 hogares, beneficiando a 22.739 personas en 52 distritos.